# شلیک نکن (فیلم)
شلیک نکن (انگلیسی: Don't Shoot) یک فیلم جنایی صامت به کارگردانی جک کانوی است که در سال ۱۹۲۲ منتشر شد.

## بازیگران
- هربرت رولینسن
- ویلیام جی. دایر
- هاروی کلارک
- وید باتلر
- مارگارت کمبل
- ادنا مورفی
- جورج فیشر
- تاینی سندفورد
- فرد کلسی